# Pohledy
Obec Pohledy (německy Pohler) se nachází v okrese Svitavy v Pardubickém kraji, asi 10 km jihovýchodně od Svitav. Žije zde 303 obyvatel.

## Části obce
- Pohledy
- Horní Hynčina

## Název
Jméno vesnice je množné číslo od obecného pohled ve významu "vyhlídka" nebo "místo, na něž je (pěkný) pohled". Německé jméno Pohler bylo zkráceno z obyvatelského Pohleder ("Pohleďané").

## Historie
První písemná zmínka o obci pochází z roku 1365.

## Pamětihodnosti
- Kaple svatého Víta z roku 1737
- Kříž se sochou Ukřižovaného Ježíše Krista z roku 1847

## Galerie

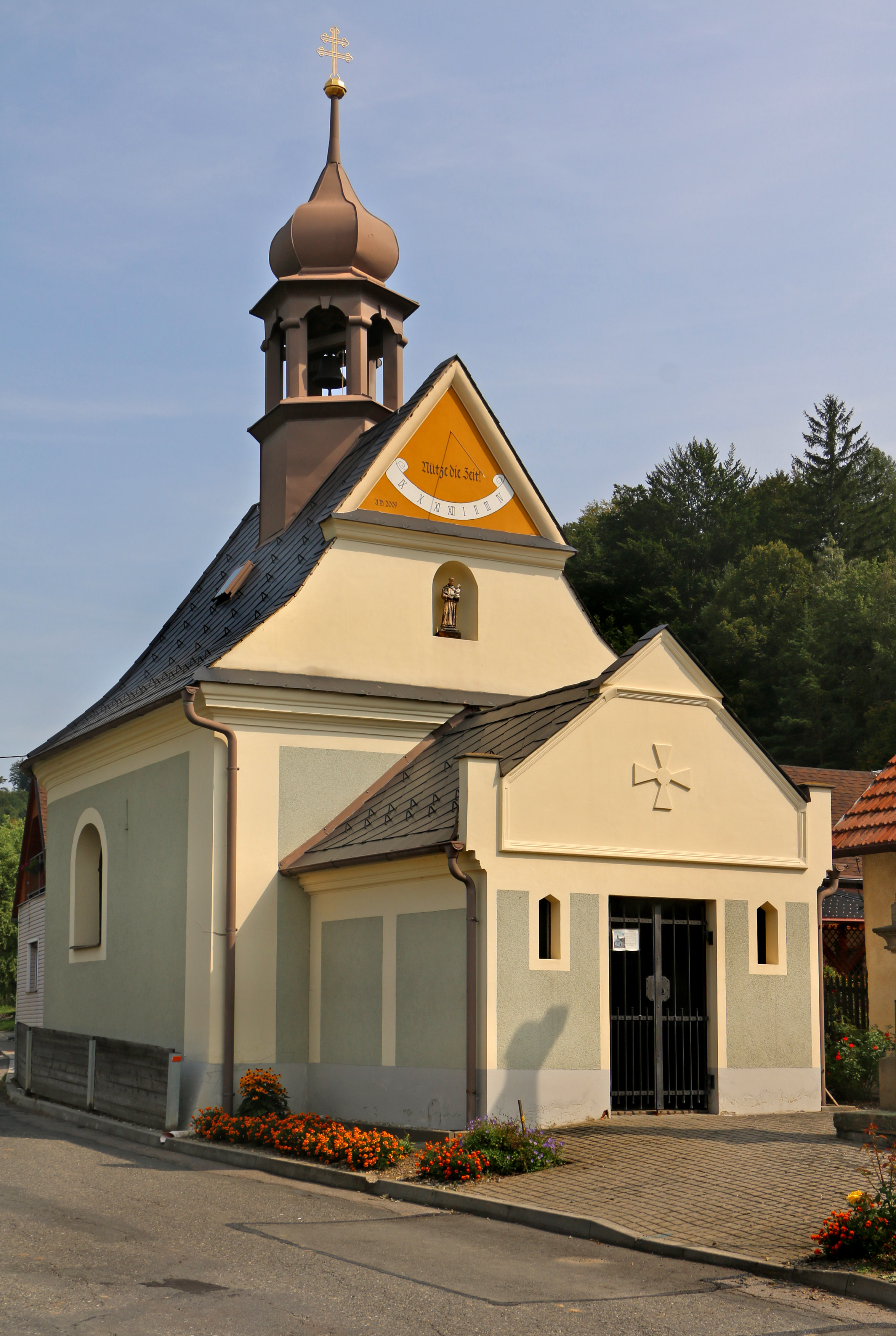
Kaple sv. Víta
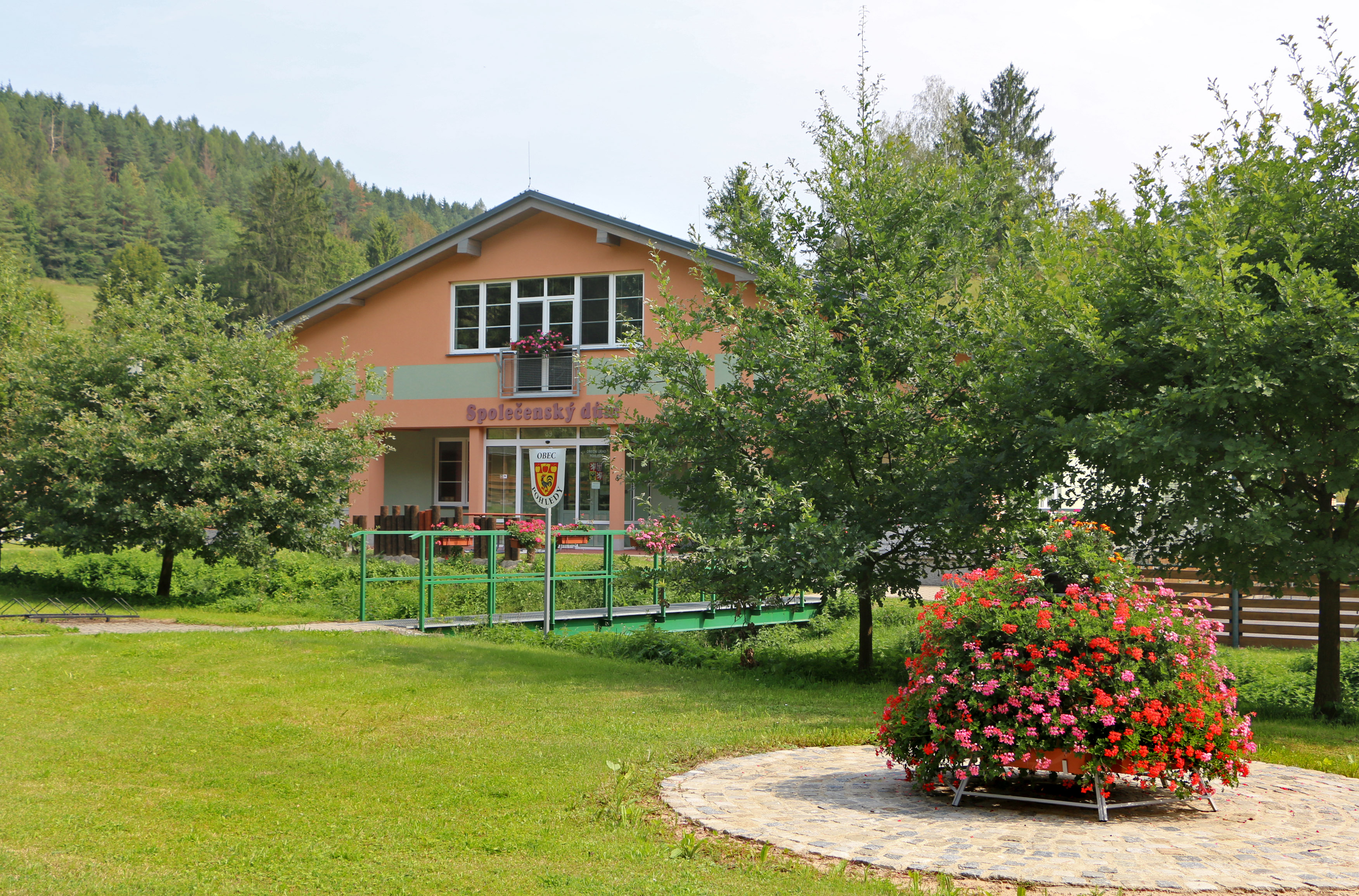
Obecní úřad a společenský dům
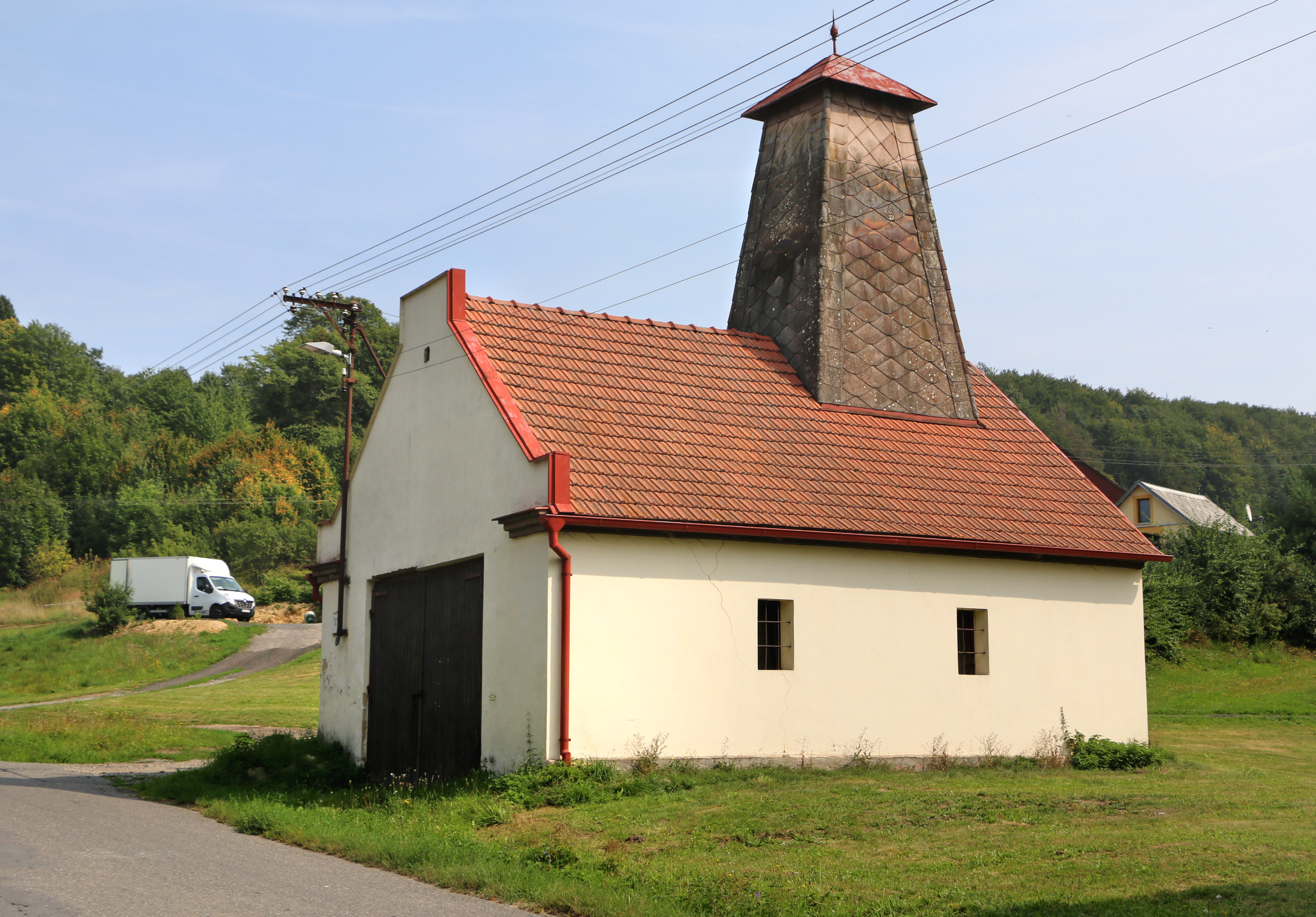
Hasičská zbrojnice
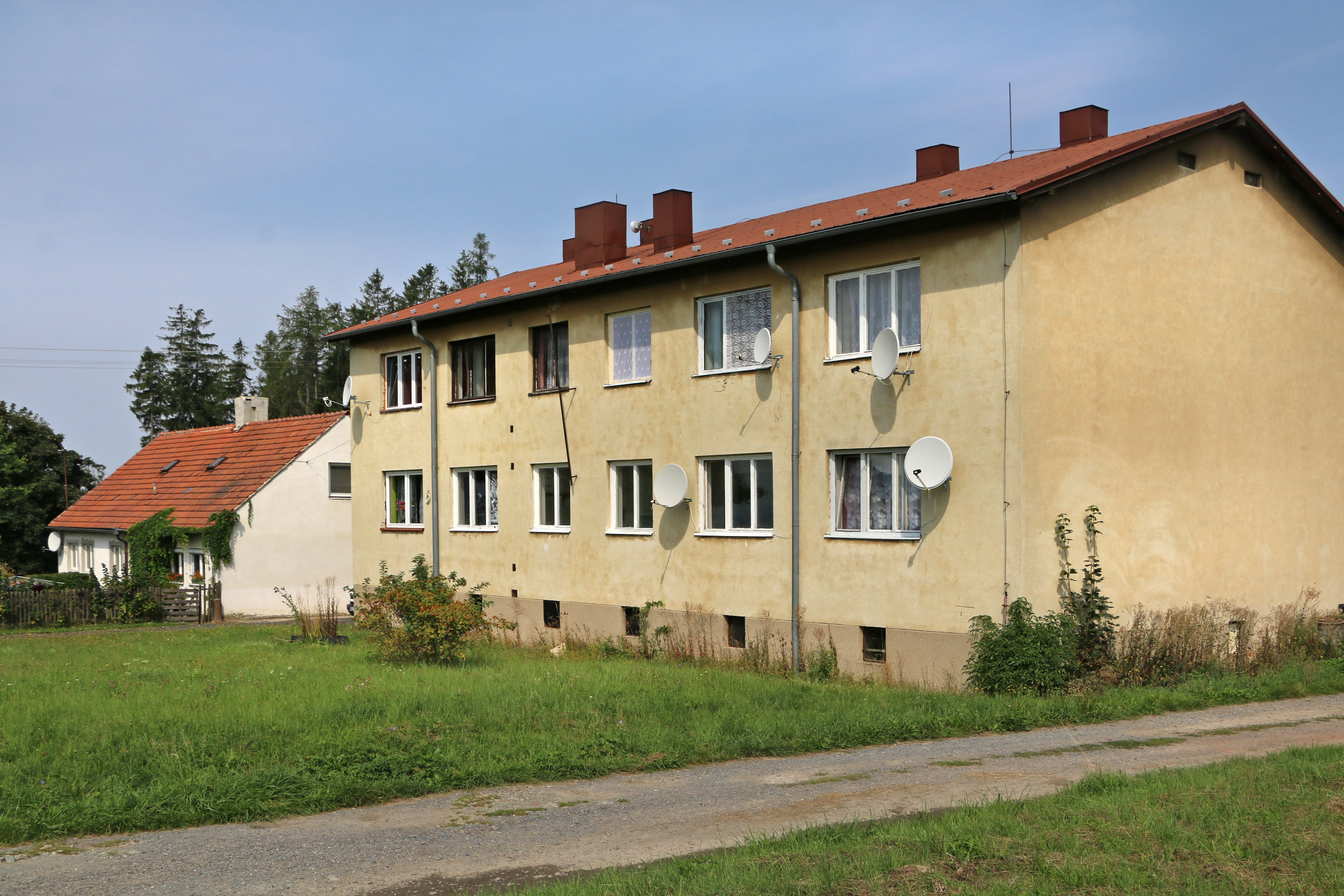
Severní část obce